# Aleksandr Odóievski
El kniaz ruríkida Aleksandr Odóievski   (Sant Petersburg, 26 de novembre de 1802 (Julià) - Sotxi, 15 d'agost de 1839 (Julià)), nom complet amb patronímic Aleksandr Ivànovitx Odóievski, rus: Алекса́ндр Ива́нович Одо́евский, fou un poeta i decabrista rus.
Les seves opinions literàries coincidien en gran manera amb la posició d'Aleksandr Griboiédov, Aleksandr Bestújev i Kondrati Riléiev, que s'oposaven a les tendències sentimentals i malenconioses de la literatura.

## Biografia
Nasqué a Sant Petersburg en la família del general de divisió Ivan Serguéievitx Odóievski (1769-1839) i la kniajna Praskóvia Aleksàndrovna Odóievskaia (morta el 09 d'octubre del 1820), cosina del pare. Va rebre una educació domèstica d'alta qualitat, i des de ben jove va mostrar interès per la literatura.
En la seva joventut, segons el costum de les antigues famílies nobles, l'11 de febrer de 1815 va entrar a treballar a la funció pública com a registrador col·legial al gabinet de Sa Majestat i, a partir del 31 de desembre del 1818, com a secretari provincial. El 1821 es va incorporar a l'Exèrcit Imperial Rus. Durant aquesta època, va conèixer els seus cosins Aleksandr Griboiédov i Vladímir Odóievski.
A la primavera de 1825, Odóievski es va unir a Bestújev i Riléiev al cercle revolucionari de la Societat Secreta del Nord, els membres de la qual, més tard anomenats decabristes, preparaven una revolta armada contra el tsar. Odóievski pertanyia a l'ala radicald'aquest moviment. Va participar en l'aixecament a la plaça del Senat el 14 de desembre de 1825 i després (16 de desembre) es va presentar voluntàriament davant del cap de policia de Sant Petersburg, Aleksandr Xulguín. Va ser empresonat a la fortalesa de Pere i Pau fins que va acabar el judici. Va ser condemnat a 15 anys de treballs forçats a Sibèria, que va complir a prop de Txità fins al 1833. Després va ser indultat i exiliat a Ielan, (gubèrnia d'Irkutsk i posteriorment fou enviat a Ixim, a la gubèrnia de Tobolsk.
Els anys a la fortalesa de Pere i Pau i a Sibèria van ser els més productius per a Odoíevski com a poeta. Allà va escriure versos commovedors en els quals combinava influències del primer romanticisme rus amb el patetisme de la poesia decabrista.
El 1837 se li va permetre a Odóievski tornar a la seva pàtria des de Sibèria i va ser cridat com a soldat per al servei militar al Caucas. Allà va conèixer el poeta Mikhaïl Lérmontov (amb qui es va fer amic, de manera que més tard Lérmontov va dedicar un poema a la seva memòria després de la mort d'Odoievski) i el revolucionari publicista Nikolai Ogariov. El 1839 Odóievski va servir a la costa oriental de la mar Negra. Allà va contraure la malària durant una expedició i va morir poc després a la fortalesa de Psesuape.

## Creativitat
Els poemes d'Odoevski, escrits abans del 1825, amb prou feines han sobreviscut. És conegut pel seu poema "Cordes de sons de foc profètic de foc...", rus: Струн вещих пламенные звуки… (1827), el poema "Vassilko", rus: Василько (1829-1830), el poema "Zossima", rus: Зосима (1827-1829), "La vella profetessa", rus: Старица-пророчица (1829), així com "La meva Peri", rus: Моя Пери (febrer de 1838, Qarağac), "El matrimoni de Geòrgia amb el regne rus", rus: Брак Грузии с Русским царством (04/12/1838, Tiflis), etc. L'enfortiment del principi filosòfic en els poemes d'Odóievski l'acosta a la línia de Lérmontov en la poesia russa.
Va ser ell qui va escriure la famosa línia: "Una espurna encendrà una flama ...", que es convertiria en el lema del primer diari revolucionari rus Iskra.